# 30190 Alexshelby
30190 Alexshelby è un asteroide della fascia principale. Scoperto nel 2000, presenta un'orbita caratterizzata da un semiasse maggiore pari a 2,3504353 UA e da un'eccentricità di 0,1788742, inclinata di 6,25717° rispetto all'eclittica.